# Prosobranchia
Los prosobranquios (Prosobranchia) son una subclase de moluscos gasterópodos, la cual está constituida por unas cincuenta y cinco mil especies de caracoles que habitan en ambientes marinos, dulceacuícolas y una muy pequeña proporción han colonizado el medio terrestre, aunque la mayoría son marinos; son el grupo de gasterópodos más primitivo. Destacan entre las características de esta subclase que la cavidad del manto y los órganos que contienen se localizan en la parte anterior del cuerpo, las especies acuáticas pueden presentan una o dos branquias (ctenidias) localizadas dentro de la cavidad del manto. Presentan concha, que en la mayoría ellos es espiralada y poseen opérculo (estructura que actúa de puerta o tapa de la concha). La mayor parte de los miembros de subclase son hermafroditas.
Los Prosobranchia constituyen el grupo más diversificado de la clase Gastropoda y dominan todos los ambientes marinos e incluso ciertas familias, han colonizado los ambientes acuáticos continentales y el terrestre. Anteriormente eran considerados la última subclase en aparecer, sin embargo análisis ontogenéticos de las otras subclases han demostrado que son el grupo más basal y del cual se diversificaron las dos restantes (Opisthobranchia y Pulmonata).
Los prosobranquios incluyen la mayor parte de los caracoles marinos conocidos; entre algunos destacan haliótidos, lapas, neritas, tróquidos, litorinas, cónidos, cimátidos, murícidos, cipreas, olivas, marginelas, estrómbidos, turritélidos, terébridos y volútidos.

## Morfología general
La concha es de forma variable y la mayoría de las especies la presentan y generalmente es espiralada, se caracteriza por ser univalva, fuerte y sólida, constituida de carbonato de calcio. La concha puede presentar una serie de ornamentaciones como orificios y canales respiratorios, costillas verticales, cordones espirales y suturas. Cuando la concha es de forma espiralada presenta varias regiones o estructuras como son la abertura, la columela, la vuelta del cuerpo y la espira. La gran mayoría presenta una estructura anexa, el opérculo, que se encarga de cerrar la concha cuando el caracol se retrae, el cual es de forma y tamaño variable.
En Prosobranchia se observan tres regiones fundamentales en el cuerpo: el pie, formado por una zona más muscular de forma y tamaño variable, dependiendo de la especie; la masa visceral, que es la porción del cuerpo donde se localizan los órganos; y el manto, el cual es una membrana que recubre el cuerpo del caracol y esta contacto con la concha, la función del manto es la de secretar la concha.
Los caracoles representados de esta subclase se caracterizan por presentar la o las aurículas, junto con las branquias (ctenidias), en posición anterior al ventrículo, esta condición es derivada de la torsión sufrida durante el estadio larval; consecuencia de este mismo proceso de torsión los cordones nerviosos viscerales cruzan, uno desde el ganglio pleural derecho al lado izquierdo por encima; y otro desde el ganglio pleural izquierdo al lado derecho, por debajo del canal alimentario. La cavidad del manto abre al frente, conteniendo del lado derecho el recto y el ano. Salvo pocas excepciones, la cavidad del manto también contiene una ctenidia y un ofradio que descansan del lado izquierdo. En el caso de que estos órganos sean pareados pero asimétricos, los de mayor tamaño se encuentran en el mismo costado. La cabeza presenta un solo par de tentáculos; los sexos son separados, salvo escasas excepciones; y comúnmente presentan opérculo.

## Taxonomía y sistemática
La subclase Prosobranchia se divide en tres órdenes: Archaeogastropoda, Mesogastropoda y Neogastropoda.
- Orden Archaeogastropoda. Caracterizado por presentar un sistema nervioso relativamente poco concentrado, cuyo centros pedios poseen forma de largos cordones ganglionares: Los ganglios cerebrales separados el uno del otro y relacionados por una larga comisura. Generalmente presentan un corazón con dos aurículas, poseen dos riñones (nefridios) El osfradio está poco desarrollado. La rádula es de tipo Ripidoglossa y se caracteriza por presentar múltiples dientes centrales. Las ctenidias son bipectinadas y libres en su extremo distal, la derecha puede estar reducida o ausente. En el sistema genital no se observa órgano accesorio y desemboca en el riñón derecho. Los Archaeogastropoda son los más primitivos de los gasterópodos actuales. Sus representantes posen conchas de forma turbinadas, cónicas, globosas y algunos pocos de forma pateliforme, de tamaño generalmente pequeño a medianas. Predominan las especies de hábito marino, generalmente herbívoros.
- Orden Mesogastropoda. Caracterizado por presentar un sistema nervioso concentrado, sin comisura labial. Poseen un solo osfradio. El corazón presenta una sola aurícula. Presentan una sola ctenidia monopectinada, la cual está unida al manto en toda su longitud, de igual forma presentan un solo nefridio que se abre directamente por una hendidura y por el que no se evacuan los gametos. La glándula genital posee su orificio y los machos poseen pene. El Aparato radular es de es de tipo Tenioglossa. Simetría bilateral disfrazada por la disposición de los órganos circulatorios, respiratorios y renales La concha de los Mesogastropoda son por lo general frágiles con textura de porcelana con la espira alta o en forma de torrecilla y presenta la columela lisa. Presentan opérculo. La mayor parte de ellos habitan en el ambiente marino aunque los hay dulceacuícolas por ejemplo los Ampullariidae, y los Thiaridae. En su mayoría son herbívoros, aunque algunos son carnívoros e incluso parásitos.
- Orden Neogastropoda. Los miembros de este orden al igual que los Mesogastropoda se caracterizan por presentar una sola aurícula, una sola ctenida monopectinada, un solo nefridio y un sistema reproductor complejo en el que los sexos están separados, los machos presentan órgano copulador. Entre las características propias del orden destacan por presentar un opérculo córneo y espirilado; manto con un sifón el cual pasa por una ranura de la abertura de la concha (canal sifonal); el osfradio es bipectinado. El sistema radular es de tipo Raquidoglossa, el sistema nervioso es concentrado, Los Neogastropoda posen conchas fuertes y sólidas por lo regular de tamaño grandes, con esculturas diversas y presentan canal sifonal prominente. Casi la totalidad de sus representantes son marinos con la excepción de algunos estuarinos. Generalmente carnívoros o carroñeros.

## Clasificación

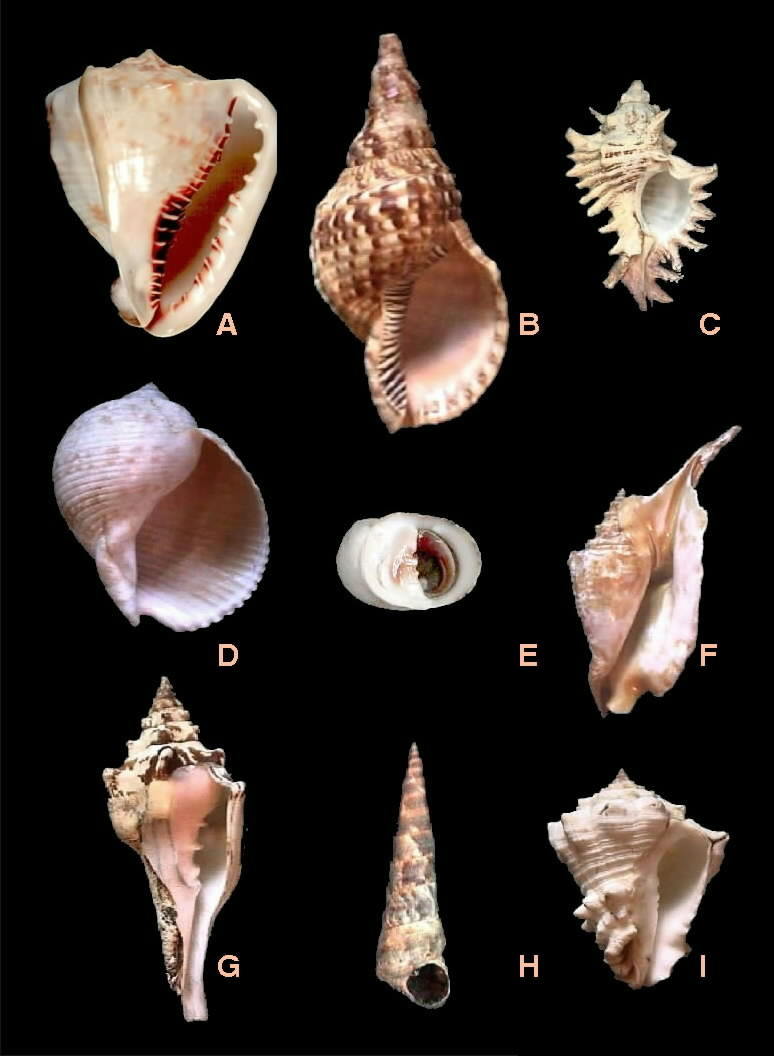
Diversidad de Prosobranchia A.Cassis madagascarensis (Cassididae), B.Charonia variegata (Cymatiidae), C.Chicoreus brevifrons (Muricidae) D.Tonna galea (Tonnidae), E.Nerita pelotonta (Neritidae), F. Strombus gallus (Strombidae), G.Turbinella angulata (Turbinellidae), H.Turritella variegata (Turritellidae), I.Vasun muricatum (Turbinellidae).

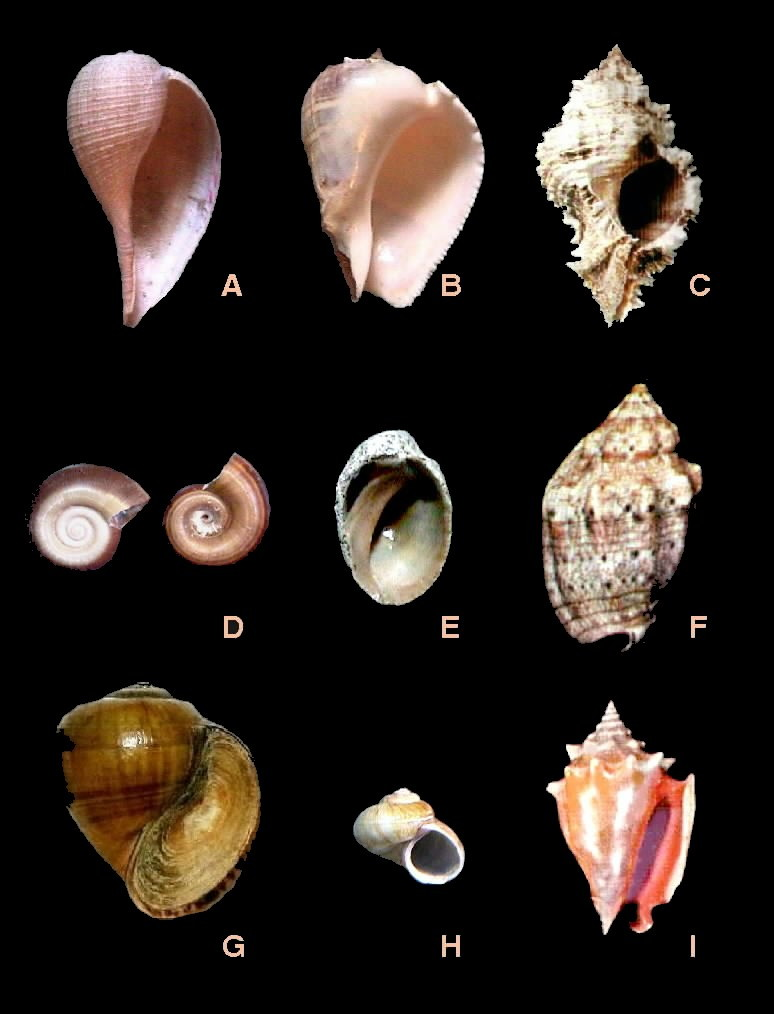
Diversidad de Prosobranchia A.Ficus comunis (Ficidae), B. Melongena melongena (Melongenidae), C. Murex pomum (Muricidae) D. Marisa cornuarietis (Ampullariidae), E. Purpura patula (Muricidae), F. Voluta musica (Volutidae), G. Pila ampullacea (Ampullariidae), H. Poteria translucida (Poteridae), I. Strombus pugilis (Strombidae).

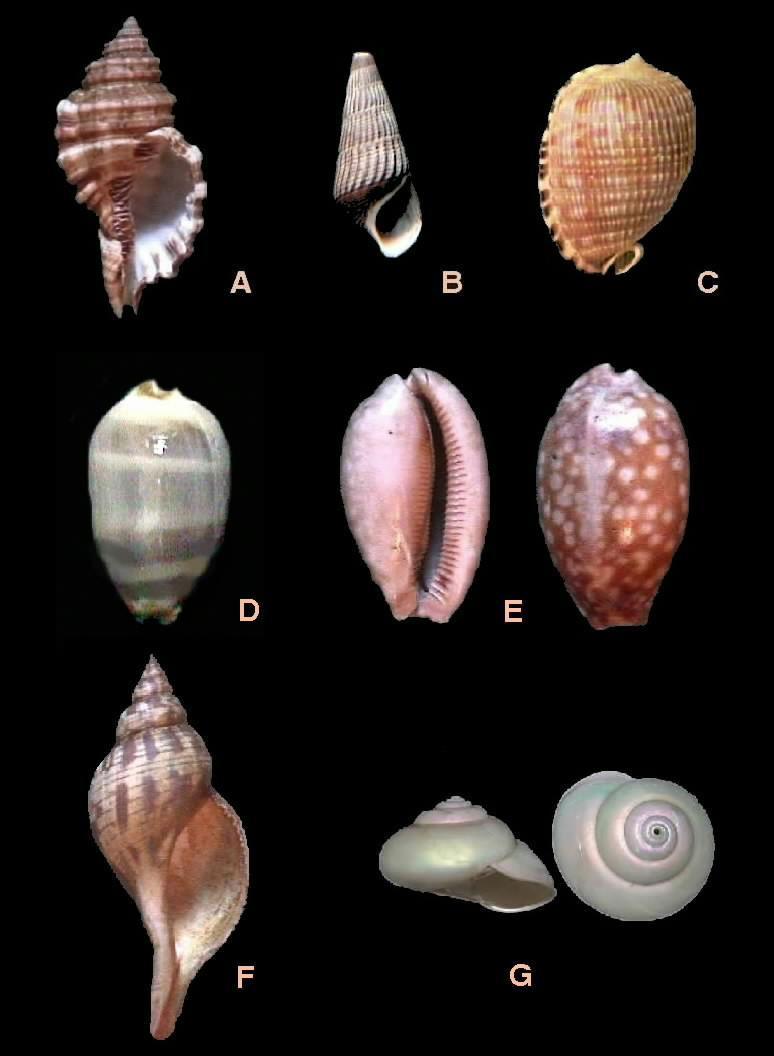
Diversidad de Prosobranchia A.Cymatium femorale (Cymatiidae), B. Doryssa atra (Thiaridae), C. Cypraeacassis testiculus (Cassididae) D.Cypraea cervus (Cypraeidae), E: Cypraea zebra (Cypraeidae), f. Fasciolaria tulipa (Fasciolariidae), g. Gaza superba (Trochidae).

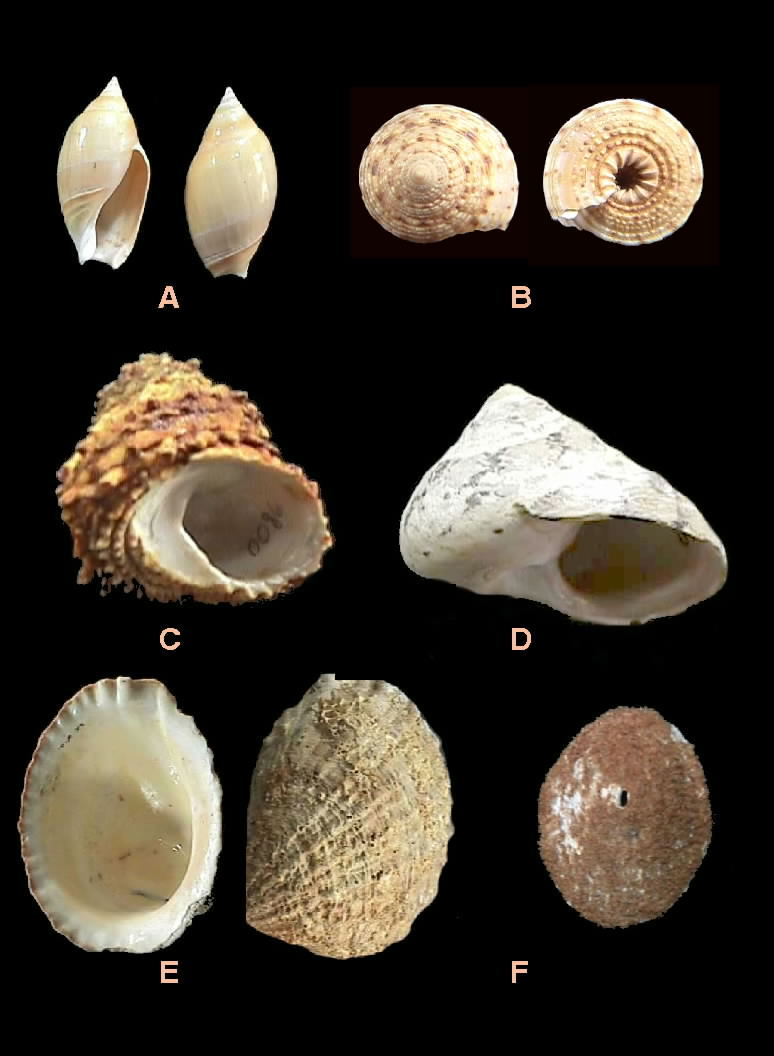
Diversidad de Prosobranchia A.Ancilla glabrata (Ancillidae), B. Architectonica novilis (Architectonidae), C. Astraea caelata (Astreidae) D.Citarium pica (Trochidae), E: Concholepas sp. (Muricidae), f. Fissurella sp. (Fissurelidae).

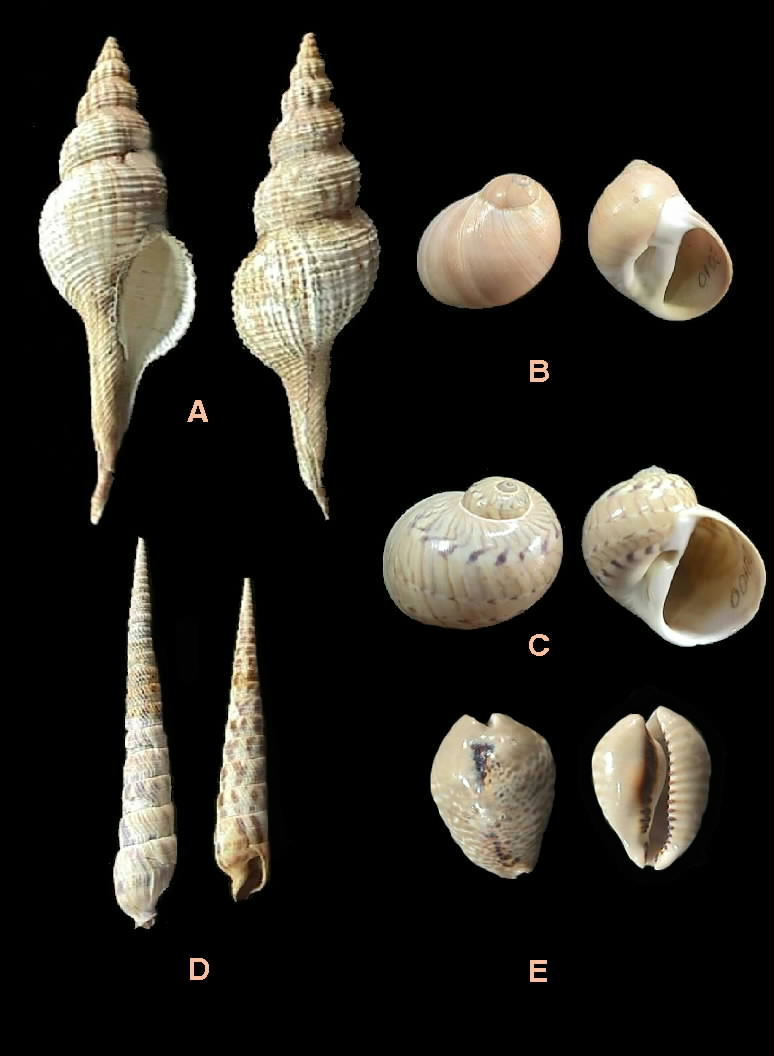
Diversidad de Prosobranchia A.Fusinus closter (Fasciolariidae), B. Polinices lacteus (Naticidae), C. Natica carena (Naticidae) D.Terebra taurina (Terebridae), E: Siphocypraea mus (Cypraeidae).

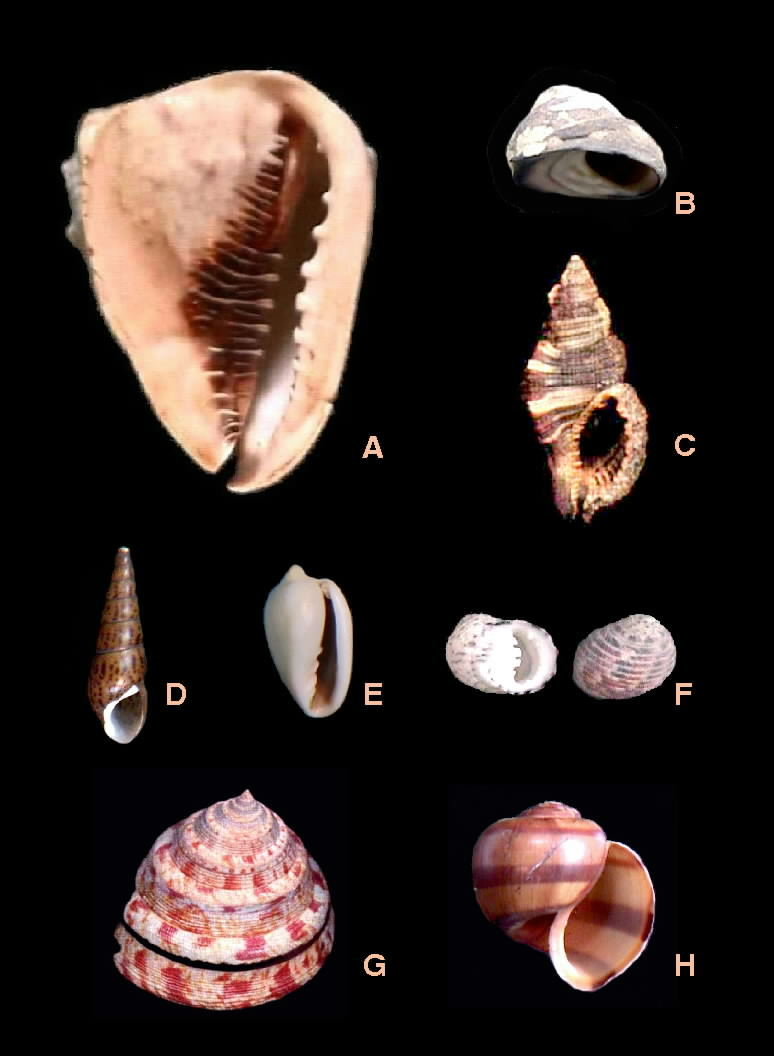
Diversidad de Prosobranchia A.Casis tuberosa (Cassididae), B. Terebra funeralis(Trochidae), C. Cymatium martinianum (Cymathidae) D.Doryssa hohenackery kappleri (Thiaridae), E: Marginella prunum (Marginelidae) F. Nerita versicolor (Neritidae), G. Perptrocus adansonianus (Pleurotomariidae), H. Pomacea glauca gevesensis (Ampullariidae).

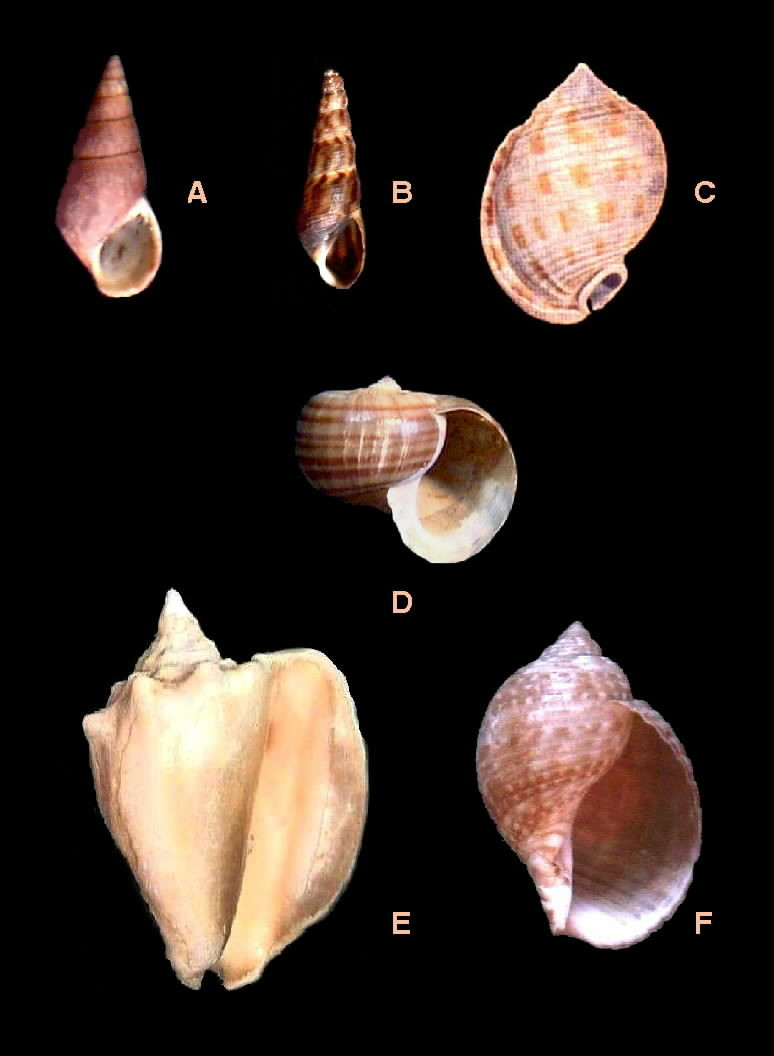
Diversidad de Prosobranchia A.Pachychilus laevisimus(Thiaridae), B. Melanoides tuberculata (Thiaridae), C. Phalium granulatum (Cassididae) D.Pomacea glauca orinocensis (Ampullariidae), E: Strombus costatus (Strombidae) F. Tonna maculosa (Tonnidae).

Phylum Mollusca
Clase Gastropoda
Subclase Prosobranchia
Orden Archaeogastropoda
Superfamilia Pleurotomariacea
Familia Scissurellidae
Familia Pleutomariiadae
Familia Haliotidae
Familia Neomphalidae
Superfamilia Fissurellacea
Familia Fissurellidae
Superfamilia Patellacea
Familia Acmaeidae
Familia Patellidae
Familia Lepetidae
Familia Bathycaididae
Familia Bathypeltidae
Superfamilia Cocculinacea
Familia Cocculinidae
Familia Lepetellidae
Superfamilia Trocahacea
Familia Trochidae
Familia Sequenziidae
Familia Stomatellidae
Familia Angariidae
Familia Skeneidae
Familia Cyclostrematidae
Familia Phasianellidae
Familia Turbinidae
Superfamilia Neritacea
Familia Neritopsidae
Familia Neritidae
Familia Phenacolepadidea
Familia Titiscaniidae
Familia Hidrocaenidae
Familia Helicinidae
Orden Mesogastropoda
Superfamilia Cyclophoracea
Familia Cyclophoriidae
Familia Poteriidae
Familia Megalostomatidae
Familia Maizaniidae
Familia Diplomatinidae
Familia Pupinidae
Superfamilia Viviparacea
Familia Viviparidae
Familia Ampullariidae(=Pilidae)
Familia Bithyniidae
Superfamilia Valvatacea
Familia Valvatidae
Superfamilia Littorinacea
Familia: Lacunidae
Familia: Littorinidae
Familia: Pomatiasidae
Familia: Chondropomidae
Familia: Eatoniellidae
Familia: Hydrobiidae
Familia: Littoridinidae
Familia: Lithoglyphiidae
Familia: Lithoglyphulidae
Familia: Btthinellidae
Familia: Mexithaumidae
Superfamilia: Rissoacea
Familia: Orygoceratidae
Familia: Pomatiopsidae
Familia: Truncatelidae
Familia: Sternothyridae
Familia: Iravadiidae
Familia: Baicaliidae
Familia: Benedictiidae
Familia: Micromelaniidae
Familia: Lithoglyphiidae
Familia: Lithoglyphiidae
Familia: Lithoglyphiidae
Familia: Emmericidae
Familia: Rissoidae
Familia: Assimineidae
Familia: Aciculidae
Familia: Skenopsidae
Familia: Omalogyridae
Familia: Trachymatidae
Familia: Rissoellidae
Familia: Trochaclididae
Familia: Lepyriidae
Familia: Cyngulopsidae
Familia: Orbitestellidae
Familia: C a. C.idae
Familia: Tornidae
Familia: Ctiloceratidae
Familia: Vitrinellidae
Familia: Rastrodentidae
Superfamilia: Loxonematacea
Familia: Abyssochrysidae
Superfamilia: Cerithiacea
Familia: Thiaridae
Familia: Planaxidae
Familia: Melanopsidad
Familia: Modulidae
Familia: Cerithiidae
Familia: Campanilidae
Familia: Diastomidae
Familia: Potamididae
Familia: Syrnolopsidae
Familia: Delavayidae
Familia: Cerithiopsidae
Familia: Thiporiidae
Familia: Turritellidae
Familia: Vermetidae
Superfamilia: Herogastropoda
Familia: Architectonicidae
Familia: Mathildidae
Familia: Triphoridae
Familia: Pyramidellidae
Superfamilia: Epitoniacea
Familia: Epitonidae
Familia: Janthinidae
Familia: Aclididae
Superfamilia: Eulimacea
Familia: Eulimidae
Familia: Styliferidae
Familia: Asterophilidae
Familia: Pelseneeridae
Familia: Paedophorodae
Familia: Entoconchidae
Superfamilia: Strombacea
Familia: Struthiolariidae
Familia: Aphorraidae
Familia: Strombidae
Superfamilia: Hipponiacea
Familia: Hipponicidea
Familia: Vanikonidae
Familia: Caledoniellidae
Superfamilia: Calyptraeacea
Familia: Calyptraeidea
Familia: Xenophoridae
Familia: Capulidae
Familia: Trichotropidea
Superfamilia: Cypraeacea
Familia: Cypraeidae
Familia: Ovulidae
Familia: Pedicularidae
Familia: Lamellariidae
Familia: Pseudosaculidae
Superfamilia: Heteropoda
Familia: Atlantidae
Familia: Carinaiidae
Familia: Pterotrachidae
Superfamilia: Naticaecea
Familia: Naticidae
Superfamilia: Tonnacea
Familia: Cassidae
Familia: Tonnidae
Familia: Ficidae
Familia: Cymatiidae
Familia: Bursidae
Orden: Neogastropoda
Superfamilia: Muricacea
Familia: Muricidae
Familia: Coralliophilidae
Familia: Columbariidae
Familia: Buccinidae
Familia: Columbellidae
Familia: Nassariidae
Familia: Melongenidae
Familia: Fasciolariidae
Familia: Columbrariidae
Familia: Volutidae
Familia: Olividae
Familia: Harpidae
Familia: Vasidae
Familia: Marginellidae
Familia: Mitridae
Familia: Volutomitridae
Familia: Olividae
Familia: Vexillidae
Superfamilia: Cancellariacea
Familia: Cancellariidae
Superfamilia: Conacea
Familia: Conidae
Familia: Turridae
Familia: Terebridae

## Registro fósil
La biocronología de la subclase Prosobranchia se manifiesta en el registro fósil, muy bien representada, desde el Cámbrico hasta la actualidad. Se reconocen los siguientes subórdenes: Archaeogastropoda (Cámbrico Inferior - Reciente); Caenogastropoda (Ordovícico - Reciente); Mesogastropoda (Carbonífero - Reciente); Neogastropoda (Ordovícico - Reciente).